# Emmy van Lokhorst
Emma Paulina (Emmy) van Lokhorst (Den Haag, 26 augustus 1891 – Amsterdam, 27 mei 1970) was een Nederlandse schrijfster en literatuurcriticus.

## Levensloop
Van Lokhorst was een dochter van de architect en Rijksbouwkundige Jacobus van Lokhorst. Haar broer was de Nijmeegse NSB-burgemeester Marius van Lokhorst. Ze doorliep de hbs in Den Haag en de Kweekschool voor onderwijzeressen in Arnhem. Ze werkte kort als lerares in Amsterdam en was au pair in Londen en daarna in Ierland.
Van Lokhorst debuteerde in 1917 met de Bildungsroman Phil's amoureuze perikelen, die eerder als feuilleton in Elsevier's Geïllustreerd Maandschrift verschenen was. De beschrijving van erotische gevoelens kwam in haar gehele oeuvre terug. Vele van haar gedurfde romans leverden bij hun verschijning schandaaltjes op, wat de verkoop ten goede kwam. Haar eigen turbulente liefdesleven was wellicht de inspiratiebron voor haar werken. Sommigen classificeerden die als 'damesromans', 'meisjesboeken' of 'kitsch voor intellectuelen', anderen prezen haar 'doorleefde thematiek'.
Naast het schrijven werd ze bekend van haar huwelijken en verhoudingen. Van Lokhorst huwde in 1916 de schrijver en journalist Hans van Loon, met wie ze in Frankrijk woonde. Zij studeerde toen Frans aan de Sorbonne. Het paar ging in 1919 uit elkaar, maar huwde opnieuw in 1922. Gedurende haar tweede huwelijk met Van Loon had ze in 1923-25 een verhouding met de dichter Martinus Nijhoff, die ze in 1934 beschreef in de sleutelroman De toren van Babel.
In februari 1927 gingen Van Lokhorst en Van Loon definitief uit elkaar en een maand later huwde Van Lokhorst met de componist Willem Pijper, met wie ze in Amsterdam en later in Wassenaar ging wonen. Tijdens dit huwelijk liep de samenwerking tussen Pijper en Nijhoff rond de opera Halewijn uit op ruzie. Nijhoff trok zich terug en Van Lokhorst werkte het libretto van de opera om in samenwerking met H.W.J.M. Keuls. Omdat ze al enige jaren een verhouding had met de literatuurcriticus D.A.M. Binnendijk, gingen zij en Pijper in 1936 uit elkaar.
Van Lokhorst vestigde zich in Oegstgeest en huwde daar in 1938 met de psychiater Paul Hugenholtz. Het paar keerde terug naar Amsterdam en raakte daar bevriend met de schrijfster Anna Blaman en de dichteres M. Vasalis. In 1950 werd ook het vierde huwelijk ontbonden, toen Hugenholtz haar verliet voor een patiënte.
In de Tweede Wereldoorlog stelden Van Lokhorst en Victor E. van Vriesland het Boekenweekgeschenk 1941 Novellen en gedichten samen, dat naar het oordeel van de Duitse bezetters niet "arisch" genoeg was en vrijwel onmiddellijk uit de boekwinkels werd weggehaald. Ook speelde zij een rol in het protest tegen de door de bezetters ingestelde Nederlandsche Kultuurkamer. Na de oorlog verschoven haar activiteiten van het scheppend schrijven naar redactioneel en organisatorisch werk. Ze was toneelcriticus en zat in de redactie van De Gids en van het VARA-radioprogramma Artistieke staalkaart. Ze was lid van de Raad voor de Kunst en maakte deel uit van literaire jury's, onder meer van de P.C. Hooft-prijs.
Zij stierf op 78-jarige leeftijd in 1970, na drie jaar in een Amsterdams verpleegtehuis te zijn verzorgd. Van haar uitgebreide correspondentie met andere literatoren (onder wie Martinus Nijhoff, Menno ter Braak, Anna Blaman en Theun de Vries) behield zij kopieën die worden bewaard in de Collectie - E.P. van Lokhorst in het Nederlands Letterkundig Museum in Den Haag.

## Werken
- Phil's amoureuze perikelen (1917)
- Lenoor Sonneveldt (1918)
- Strooptochten (1920)
- Phil's laatste wil (1921)
- Bart Jörgen (1922)
- De zonnewijzer (1928)
- Tusschen school- en bedtijd : Verhalen, versjes, liedjes met muziek, gezelschapsspelletjes, raadsels, rebussen, grapjes, puzzles ... (1929)
- Vrouwen (1929)
- Droomen (1930)
- Overgang : Een boek voor oudere meisjes (1930)
- Het welzijn van den uitwendigen mensch (1930)
- Na vieren : Verhalen, versjes, gezelschapsspelletjes, grapjes, raadsels, wedstrijdopgaven, enz. (1932)
- Reigersberg (1933)
- De toren van Babel (1934)
- Aanloop (1935)
- Van aangezicht tot aangezicht (1937)
- Jessy en de anderen (1938)
- Onwankelbaar (1946), met E.G. van Walen
- Weerlicht (1947)
- De Pauwenstaart (1952), met C.J. Kelk
- In memoriam M. Nijhoff (1953)

- Biografisch Portaal: 12045277
- Digitale Bibliotheek voor de Nederlandse Letteren: lokh001
- Gemeinsame Normdatei: 118929674
- International Standard Name Identifier: 0000 0000 5780 8781
- Library of Congress Control Number: n90614985
- Nationale Bibliotheek van Israël: 987012503072005171
- Nederlandse Thesaurus van Auteursnamen: 070106754
- Système universitaire de documentation: 199668752
- Virtual International Authority File: 79404208
- WorldCat: E39PBJv8Gjb6X8hrBmQChfcQMP